# Childhood's End : Les Enfants d'Icare
Childhood's End est une mini-série de science-fiction américaine en trois parties développée par Matthew Graham (en) basée sur le roman Les Enfants d'Icare d'Arthur C. Clarke et diffusée les 14, 15 et 16 décembre 2015 sur Syfy et sur Showcase au Canada.
En France, la série a été diffusée du 16 décembre 2016 au 30 décembre 2016 sur Syfy France cependant, elle est inédite dans tous les autres pays francophones.

## Synopsis
En 2016, plusieurs vaisseaux apparaissent aux quatre coins du monde. C'est alors le grand questionnement sur Terre. Sont-ils venus en amis ou en ennemis ? Ils sont surnommés « les seigneurs ». Un soir, Ricky, un jeune fermier, est enlevé. Il est emmené sur l'un des vaisseaux et entre en contact avec un représentant des extraterrestres : Karellen. Celui-ci décrit alors au fermier le but de leur venue sur Terre et pourquoi il a été choisi pour être leur porte-parole. Ils sont là pour apaiser la planète ; arrêter les conflits, soigner les maladies... Mais le doute commence à s'installer auprès de certains terriens. En effet, comment faire confiance à ces bienfaiteurs qui ne souhaitent pas se montrer. Ces derniers promettent alors de le faire 15 ans plus tard.

## Fiche technique
- Titre français : Childhood's End : Les Enfants d'Icare
- Titre original : Childhood's End
- Scénario : Matthew Graham, d'après la nouvelle d'Arthur C. Clarke
- Musique : Charlie Clouser
- Photographie : Neville Kid
- Montage : Sean Albertson, Yan Miles & Eric A. Sears
- Costumes : Shareen Berringer & Ngila Dickson
- Production : Nick Hurran, John G. Lenic & Paul M. Leonard
- Sociétés de production : Michael de Luca Productions, Weed Road Pictures et Universal Cable Productions
- Société de distribution : SyFy Pictures
- Pays :  États-Unis
- Langue : Anglais
- Ratio : 16/9 HD
- Durée : 3 x 90 min

## Distribution
- Mike Vogel (VF : Sylvain Agaësse) : Ricky Stormgren (3 épisodes)
- Osy Ikhile (VF : Namakan Koné) : Milo Rodricks (3 épisodes)
- Daisy Betts (VF : Hélène Bizot) : Ellie Stormgren (3 épisodes)
- Yael Stone (VF : Marie Diot) : Peretta Jones (3 épisodes)
- Charles Dance (VF : Philippe Catoire) : Karellen (3 épisodes)
- Ashley Zukerman (VF : Alexandre Gillet) : Jake Greggson (3 épisodes)
- Georgina Haig (VF : Chloé Berthier) : Annabel Stormgren (3 épisodes)
- Julian McMahon (VF : Arnaud Arbessier) : Rupert Boyce (1 épisode)
- Hayley Magnus (VF : Olivia Nicosia) : Amy Morrel (3 épisodes)
- Charlotte Nicdao (VF : Jade Phan-Gia) [4] : Dr. Rachel Osaka (2 épisodes)
- Colm Meaney (VF : Gilbert Lévy) : Hugo Wainwright Jr. (1 épisode)
- Tanc Sade (VF : Damien Ferrette) : Jerry Hallcross (1 épisode)
- Robert Morgan (en) (VF : Bernard Bollet) : Morton (1 épisode)
- Darius Amarfio Jefferson : Milo Rodricks jeune (1 épisode)
- Zahra Newman (VF : Géraldine Asselin) : Bridget Rodricks (1 épisode)
- Don Hany (VF : Guillaume Orsat) : Paul Danlow (1 épisode)
- Nicholas Bell (VF : Jean-François Kopf) : Le major Cal
- Phillip Holder (VF : Philippe Ariotti) : Le maire
- Michael-Anthony Taylor (VF : Thierry Desroses) : Le sans-abri dans la voiture (2 épisodes)

Source sur RS doublage

## Épisodes
- Les Seigneurs[6] (The Overlords) (16.12.2016 sur SyFy France)[7]
- Les Imposteurs (The Deceivers) (23.12.2016 sur SyFy France)[8]
- Les Enfants (The Children) (30.12.2016 sur SyFy France)[9]